# Willard N. Greim
Pour les articles homonymes, voir Greim.
Willard N. Greim (né le 7 août 1890 dans le comté de Johnson, Missouri ; décédé le 27 juin 1982 à Poway, Californie) était un entraîneur et dirigeant de basket-ball américain. Il entraîne l'équipe de l'université du Missouri Central (en) de 1919 à 1923. À partir de 1932, il occupe différents postes dans l'Amateur Athletic Union, dont celui de président de l'AAU de 1944 à 1947. Il dirige le comité d'harmonisation des règles du basket-ball Rules Committee qui unifia les règles de ce sport aux États-Unis en 1947. Il devient président de la FIBA de 1948 à 1960. En 2007, il est intronisé en tant que contributeur au FIBA Hall of Fame.